# Hogna commota
Hogna commota är en spindelart som först beskrevs av Willis J. Gertsch 1934.  Hogna commota ingår i släktet Hogna och familjen vargspindlar.
Artens utbredningsområde är Colombia. Inga underarter finns listade i Catalogue of Life.